# Halticoptera cupreola
Halticoptera cupreola är en stekelart som beskrevs av Maximilian Spinola 1811. Halticoptera cupreola ingår i släktet Halticoptera och familjen puppglanssteklar.
Artens utbredningsområde är Frankrike. Inga underarter finns listade i Catalogue of Life.